# Marquesado de Gibraltar
El marquesado de Gibraltar fue un título de Castilla, de carácter hereditario, creado por la reina Isabel la Católica el 30 de septiembre de 1478 en favor de Enrique Pérez de Guzmán y Meneses, ii duque de Medina Sidonia.

## Marqueses de Gibraltar
|                       | Titular                                 | Periodo               |
| Creación por Isabel I | Creación por Isabel I                   | Creación por Isabel I |
| --------------------- | --------------------------------------- | --------------------- |
| I                     | Enrique Pérez de Guzmán y Meneses       | 1478-1492             |
| II                    | Juan Alonso Pérez de Guzmán y de Ribera | 1492-1501             |

## Historia
Su nombre se refiere al peñón de Gibraltar, actual colonia británica. Esta plaza cayó bajo el señorío de la casa de Medina Sidonia en 1309, cuando fue conquistada por Guzmán el Bueno, sin embargo, en 1333 el reino nazarí de Granada recuperó su control. Tras la reconquista en 1462, la villa que ambicionaban la familia Guzmán se convirtió en realengo, algo que no gustó a la familia que la recuperó por la fuerza en 1467. La necesidad de apoyo de la reina Isabel I para asegurar su posición hizo que confirmara el señorío de los Medina Sidonia sobre Gibraltar en 1478, concediéndoles también el título marquesal.
Tras la muerte del primer marqués, la Corona reclamó para sí el territorio del marquesado por una Real Orden firmada en Toledo el 22 de diciembre de 1501, tomándo posesión del territorio e incorporándolo a los dominios realengos de la Corona de Castilla en los primeros días de enero de 1502.